# Freda Soria Comua

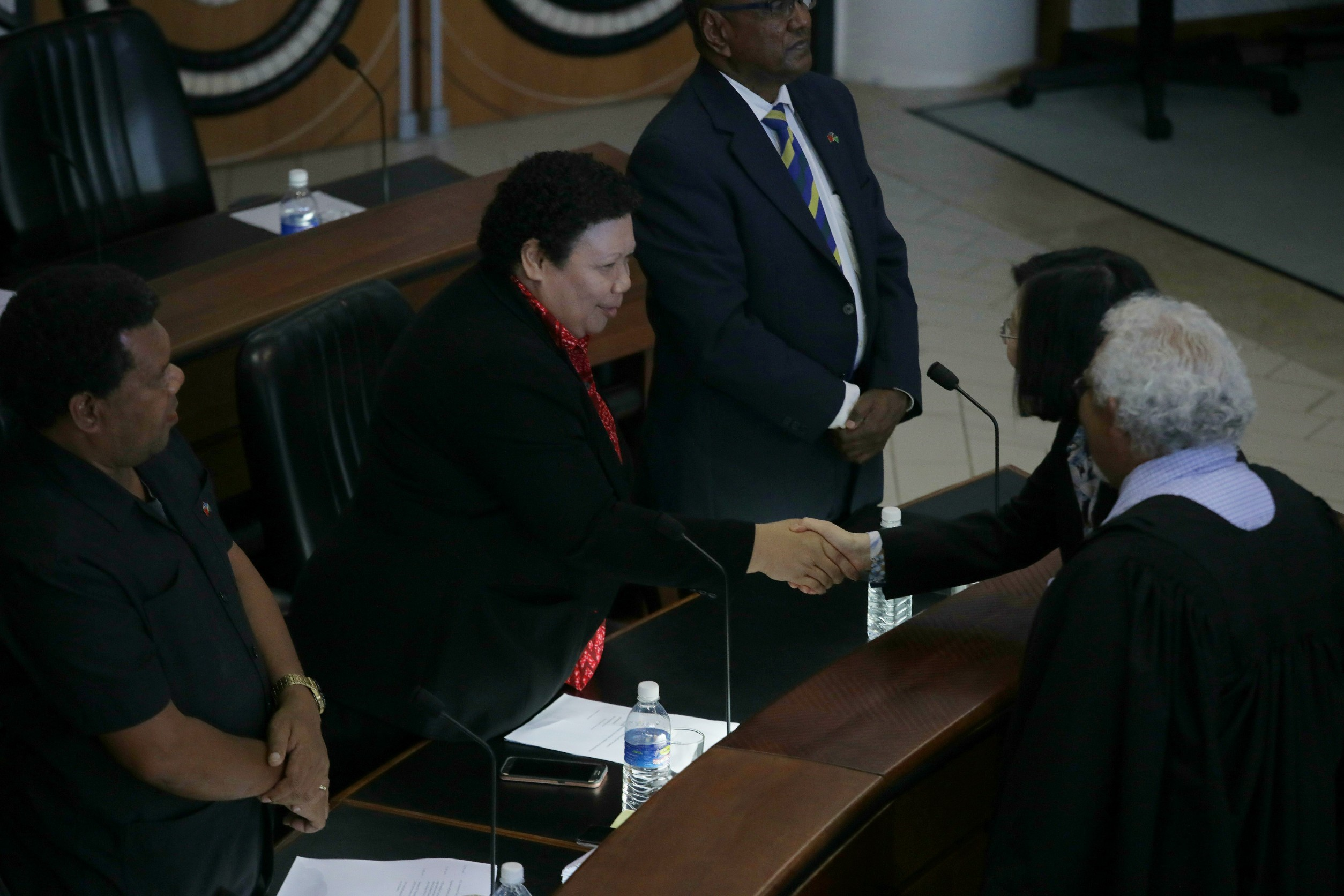
Tsai Ing-wen und Freda Soria Comua, Jeremiah Manele, Derek Sikua, Maelanga

Freda Soria Comua, auch Freda Tuki Soriocomua (* 1972), ist eine Politikerin der Salomonen.
Soriocomua gewann als einzige von 26 Kandidatinnen die Wahl und konnte sich mit einem Vorsprung von nur 22 Stimmen gegen den Amtsinhaber Clay Forau im Wahlbezirk Temotu Vatud constituency durchsetzen.
Daraufhin war sie kurzzeitig Ministerin für ländliche Entwicklung (15. Dezember 2014 – 18. August 2015) und in der Folge Ministerin für Frauen-, Jugend- und Kinderangelegenheiten.
2018 unterlag sie bei einer Klage durch Clay Forau, der ihr Stimmenkauf vorgeworfen hatte. Sie wurde daraufhin ihres Ministeramtes enthoben.